# Lockes

## Geografia
O local fica a 107 quilómetros pela estrada Southwest a sul de  Ely  a 153 quilómetros de  Tonopah, sendo a localidade mais próxima é Currant, a 39 quilómetros, seguindo a U.S. Route 6.

## História
O nome do local deve-se ao casal Eugene e Sara Locke, uma importante família na localidade.Lockes foi primeiro um importante furo de irrigação conhecido como  Keyser Springs ao longo de  Hamilton- estrada de Reveille. O local era importante apenas por aí se poder obter gasolina e mercadorias entre Currant e Warm Springs.. A estação de gasolina e o restaurante encerraram na década de 1950 e família Locke vendeu a localidade em 1963. Lockes ficou abandonada durante anos e começou a sofrer de erosão, mas ainda muitos dos edifícios permanecem de pé.